# Célula B reguladora
Las células B reguladoras (células Bregs o Breg) representan una pequeña población de células B que participa en las inmunomodulaciones y en la supresión de las respuestas inmunitarias. Estas células regulan el sistema inmunológico por diferentes mecanismos. El mecanismo principal es la producción de citocinas antiinflamatorias interleucina 10 (IL-10). Los efectos reguladores de las Bregs se describieron en varios modelos de inflamación, enfermedades autoinmunes, reacciones de trasplante y en inmunidad antitumoral. 

## Historia
En la década de 1970 se notó que las Bregs podían suprimir la reacción inmunitaria independientemente de la producción de anticuerpos. En 1996 el grupo de Janeway observó una inmunomodulación de encefalomielitis autoinmune experimental (EAE) por células B. Se mostraron resultados similares en un modelo de colitis crónica un año después. Luego se encontró un papel de las Bregs en muchos modelos de ratón de enfermedades autoinmunes como la artritis reumatoide o el lupus eritematoso sistémico (LES).

## Desarrollo y poblaciones
Los Bregs pueden desarrollarse a partir de diferentes subconjuntos de células B. Si las células Breg se derivan únicamente de un progenitor específico o se originan dentro de subconjuntos de células B convencionales sigue siendo una cuestión abierta. Las Bregs comparten muchos marcadores con varios subconjuntos de células B debido a su origen. Las Bregs de ratón fueron principalmente positivos para CD5 y CD1d en el modelo de EAE o después de la exposición de Leishmania major. Por el contrario, las Bregs de ratón en el modelo de artritis inducida por colágeno (CIA) fueron principalmente positivos para CD21 y CD23. En humanos, los marcadores de Bregs de sangre periférica fueron las moléculas CD24 y CD38. Sin embargo, los Bregs de sangre periférica fueron en su mayoría positivos para CD24 y CD27 después del cultivo con anticuerpo anti-CD40 y ADN bacteriano CpG. También fueron positivos para CD25, CD71 y PD-L1 después de la estimulación por ADN bacteriano CpG y a través de TLR9.

## Mecanismos de acción

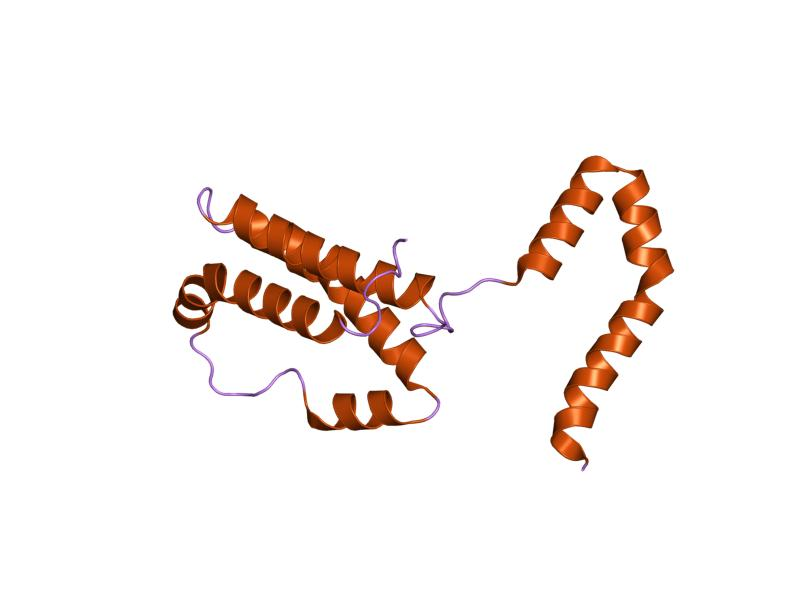
Estructura de la interleucina 10 (IL-10). Jugador clave en biología Breg.

Existen varios mecanismos de acción de las Bregs, sin embargo, el mecanismo más examinado es la producción de IL-10. La IL-10 tiene fuertes efectos antiinflamatorios e inhibe o suprime las reacciones inflamatorias mediadas por las células T, especialmente las reacciones inmunes de tipo Th1. Esto se demostró, por ejemplo, en el modelo EAE, CIA o hipersensibilidad de contacto. Asimismo, también se ha demostrado que los subconjuntos de células B reguladoras inhiben las respuestas Th1 a través de la producción de IL-10 durante enfermedades infecciosas crónicas como la leishmaniasis visceral. El siguiente mecanismo supresor de Breg es la producción del factor de crecimiento transformante (TGF-β), otra citocina antiinflamatoria. Se encontró un papel de Bregs en la producción de TGF-β en ratones de modelos de LES y diabetes. Otro mecanismo de acción de Breg involucra moléculas de superficie, por ejemplo FasL o PD-L1, que causan la muerte de las células diana. 

## Activación
Los linfocitos B en reposo no producen citocinas. Después de la estimulación de lipopolisacáridos (LPS) se producen TNFα, IL-1β, IL-10 e IL-6. Esto indica que las Bregs deben estimularse para producir citocinas supresoras. Hay dos tipos de señales para activar una Breg: las señales generadas por patógenos externos y las señales endógenas producidas por la acción de las células del cuerpo. Las estructuras características de los microorganismos patógenos reconocen los receptores TLR que desencadenan una cascada de señales al final de la cual se encuentra la producción de citocinas efectoras. La principal señal endógena es la estimulación de la molécula de superficie CD40.

## Modelos de acción

### Enfermedades autoinmunes
En las enfermedades autoinmunes, se describen muchos modelos de participación de Breg en la supresión o alivio de la patología autoinmune. El mecanismo de acción más conocido de Bregs es la producción de citocinas antiinflamatorias, la mayoría IL-10. Este mecanismo se describió en el modelo EAE, pero también en el lupus eritematoso. Otra citocina producida con efecto antiinflamatorio es el TGF-β, que tiene un papel en la supresión de los linfocitos T, por ejemplo en la diabetes. No solo las citocinas pueden causar un estado antiinflamatorio. También existe la segunda opción para hacerlo. También hay moléculas de superficie (que pueden ser FasL), que después de unirse al receptor de la célula diana, provocan la apoptosis. Se ha descrito un aumento en la expresión de esta molécula en el modelo de artritis inducida por colágeno.

### Tumores
Con el fin de suprimir las respuestas inmunitarias, es posible que la proliferación cancerosa utilice Bregs para su fuga del sistema inmunológico. Las células B de leucemia producen espontáneamente grandes cantidades de IL-10. De manera similar, la secreción de células B de TNF-α promueve el desarrollo de carcinoma de piel. Sin embargo, también se describe el efecto positivo de las Bregs en el tratamiento del cáncer. En los pacientes con cáncer metastásico, es más probable que sobrevivan aquellos con un mayor número de linfocitos B CD20 positivos en los ganglios linfáticos.

### Trasplante
Las propiedades inmunosupresoras de las Bregs juegan un papel esencial en los alotrasplantes. Es necesario amortiguar la respuesta inmune contra el trasplante y las Bregs pueden hacerlo. Para otros tipos de trasplantes, las células B pueden participar tanto en la tolerancia como más a menudo en el rechazo del trasplante, dependiendo del origen de las subpoblaciones de Bregs. 